# Geltnach
Die Geltnach ist ein 26 km langer, im Wesentlichen nordwärts laufender Fluss im Landkreis Ostallgäu, der gegenüber Biessenhofen von rechts in die Wertach mündet.

## Name
Die Geltnach wird schon im Jahr 983 als in di geltinahe urkundlich erwähnt. Der Name leitet sich vom Genitiv des Personennamens Gelto ab.

## Geographie

### Verlauf
Die Geltnach entspringt westlich von Roßhaupten, wendet sich im Gebiet dieser Gemeinde früh auf Nordlauf durch ein großes Waldgebiet, wo sie kurz das Gebiet der Gemeinde Seeg, dann länger das der Stadt Marktoberdorf linksseits von dem der Gemeinde  Stötten am Auerberg rechtsseits trennt. Sie zieht eine Schlinge durchs Stöttener Gebiet und wechselt dann für eine längere Strecke auf das von Marktoberdorf. Nachdem sie auf das Gebiet der Gemeinde Biessenhofen gewechselt ist, mündet sie von rechts gegenüber dem Dorf gleichen Namens der Gemeinde in die obere Wertach.
Im reizvollen Stöttener Moos bestand bis um 1800 der Stöttener See im Besitz der Augsburger Bischöfe, der dann trockengelegt wurde.
Ein Teil der auf längeren Strecken Anfang des 20. Jahrhunderts begradigten Geltnach soll ab 2017 renaturiert werden.

### Zuflüsse
Von der Quelle zur Mündung. Auswahl der größeren.
- Schmutter, von rechts und Süden auf etwa 730 m ü. NHN westlich von Stötten am Auerberg-Heggen, 8,3 km und 8,8 km². Entsteht auf etwa 850 m ü. NHN nordwestlich von Roßhaupten-Hochegg.
- Kropersbach, von rechts und auf etwa 727 m ü. NHN nordwestlich von Heggen, 7,7 km und 14,3 km². Entsteht auf etwa 806 m ü. NHN nordwestlich von Roßhaupten-Bischofswang.
- Röthenbach, von links und Westen auf etwa 726 m ü. NHN vor Stötten, 2,4 km und 6,5 km². Länger mit Oberlauf Kesselbach. Entsteht auf etwa 774 m ü. NHN nördlich von Marktoberdorf-Sulzschneid.
- Mühlbach, von rechts auf etwa 725 m ü. NHN am Nordrand von Stötten, 6,4 km und 7,8 km². Entsteht auf etwa 838 m ü. NHN südöstlich von Stötten am Auerberg-Salchenried.

### Ortschaften
Ortschaften am Lauf mit ihren Zugehörigkeiten. Nur die Namen tiefster Schachtelungsstufe bezeichnen Siedlungsanrainer.
Landkreis Ostallgäu
- Gemeinde Roßhaupten
  - Rieder (Weiler, mit Abstand links)
- Gemeinde Seeg
  - (ohne Besiedlung, links)
- Gemeinde Stötten am Auerberg
  - (zunächst ohne Besiedlung, rechts)
- Stadt Marktoberdorf
  - (zunächst ohne Besiedlung, links)
- Gemeinde Stötten am Auerberg
  - Stötten am Auerberg (Pfarrdorf, überwiegend rechts)
- Stadt Marktoberdorf
  - Bertoldshofen (Pfarrdorf, mehr links)
  - Hausen (Dorf, rechter Hangfuß)
- Gemeinde Biessenhofen
  - Kreen (Weiler, linker Hangfuß)
  - Hörmanshofen (Kirchdorf, fast nur links)
  - Biessenhofen (Pfarrdorf, gegenüber der Mündung)

## Galerie

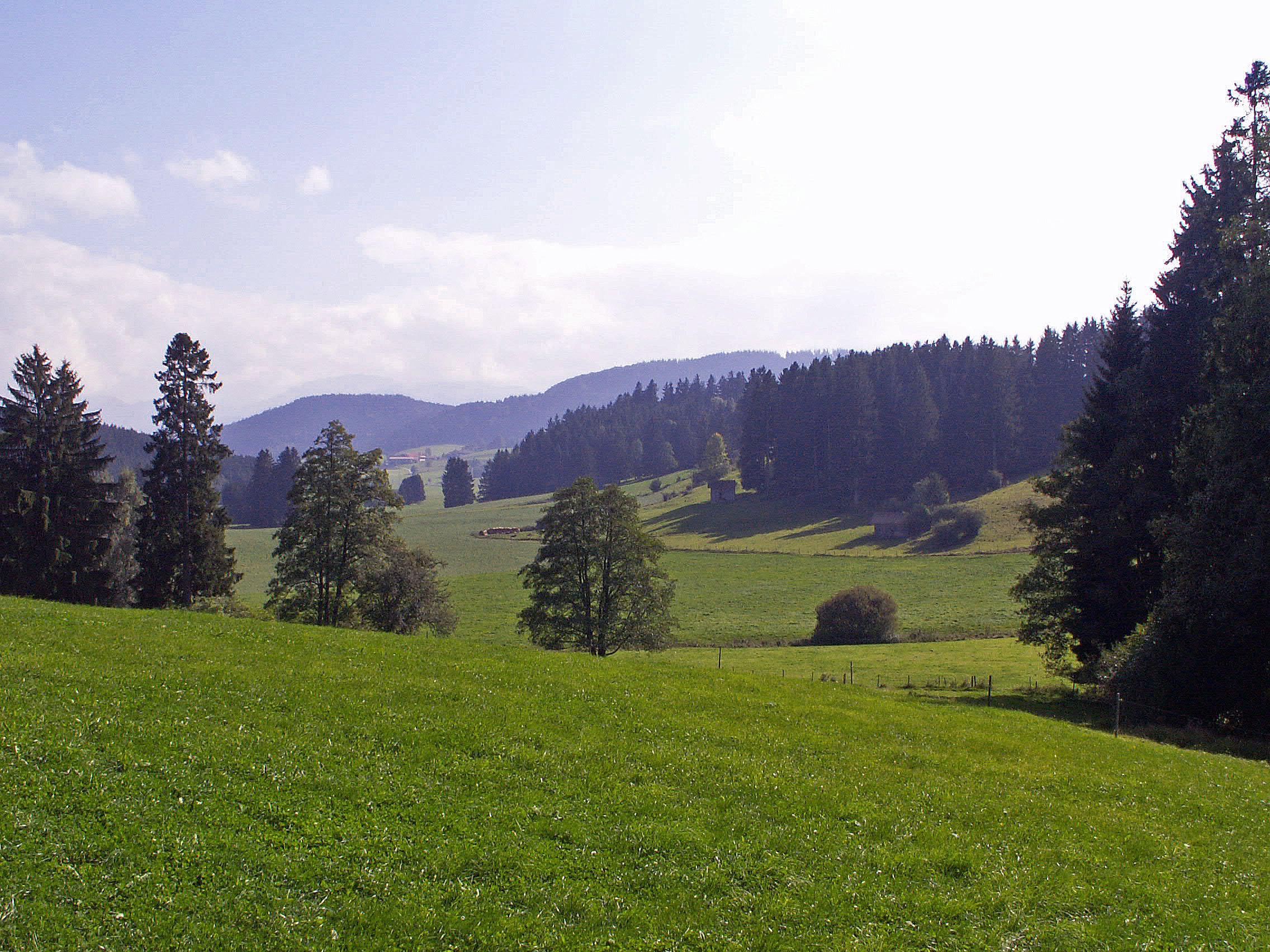
Geltnachquellgebiet westlich von Roßhaupten
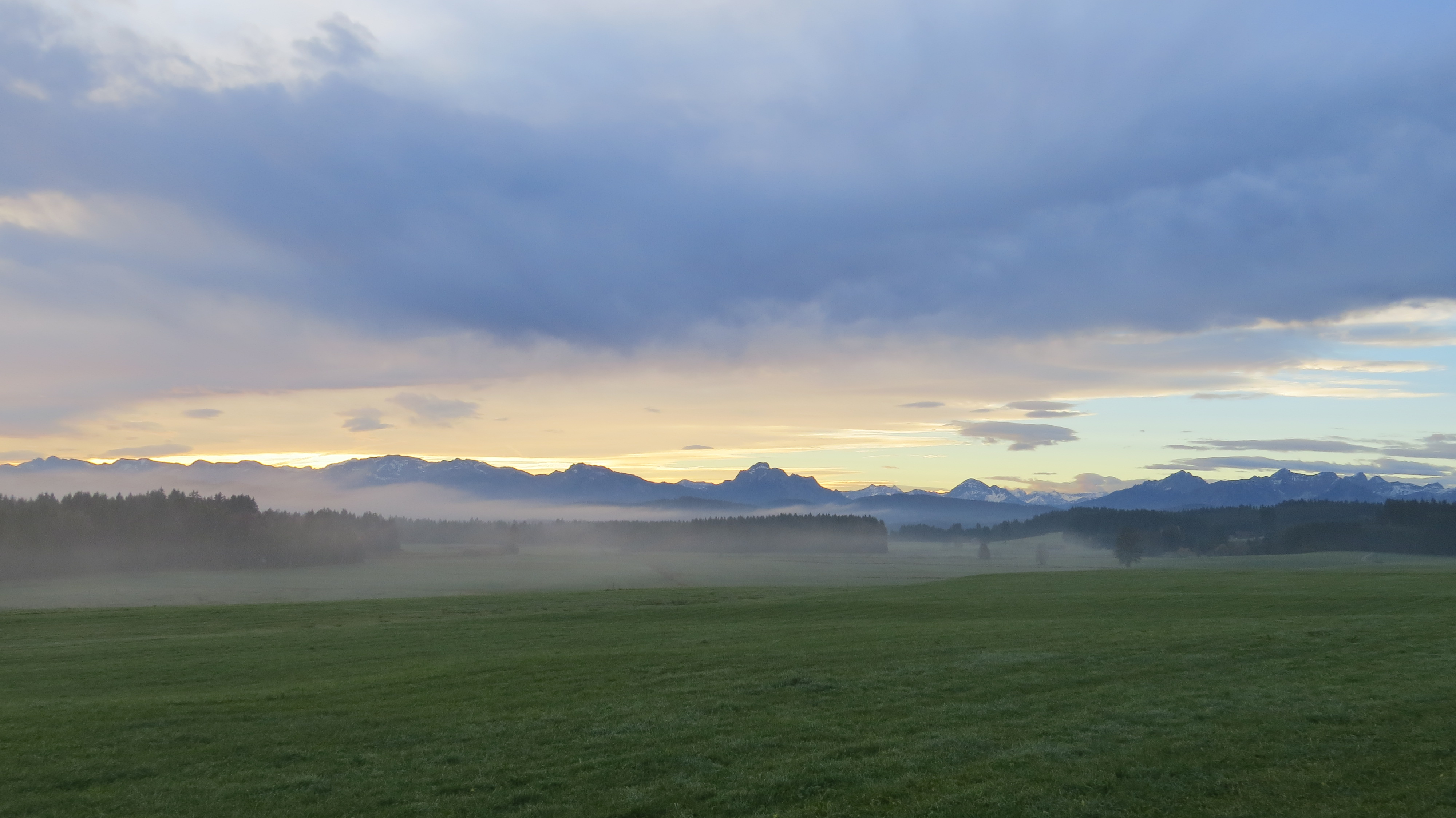
Geltnachtal bei Stötten am Auerberg
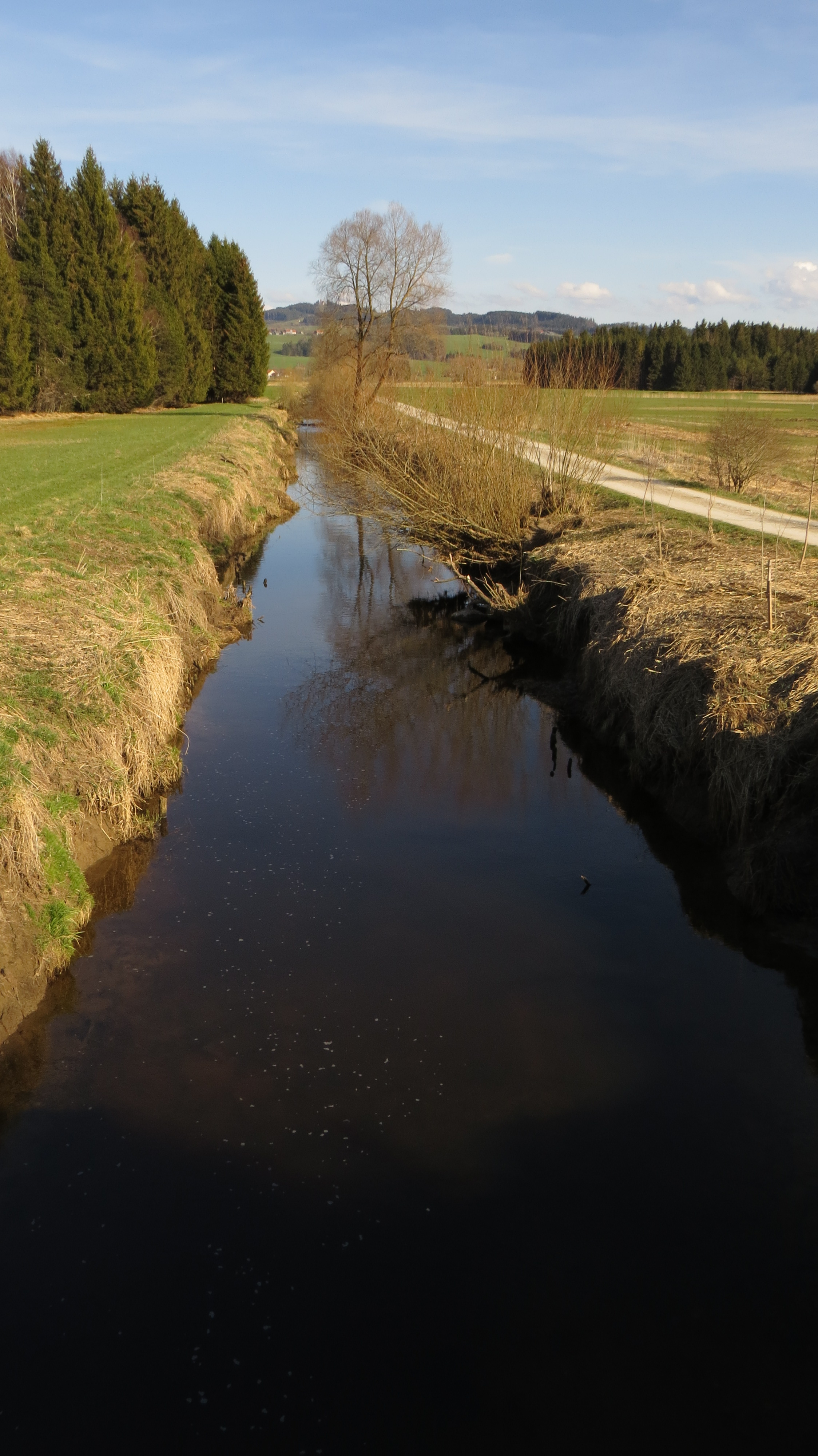
Geltnach zwischen Marktoberdorf und Stötten
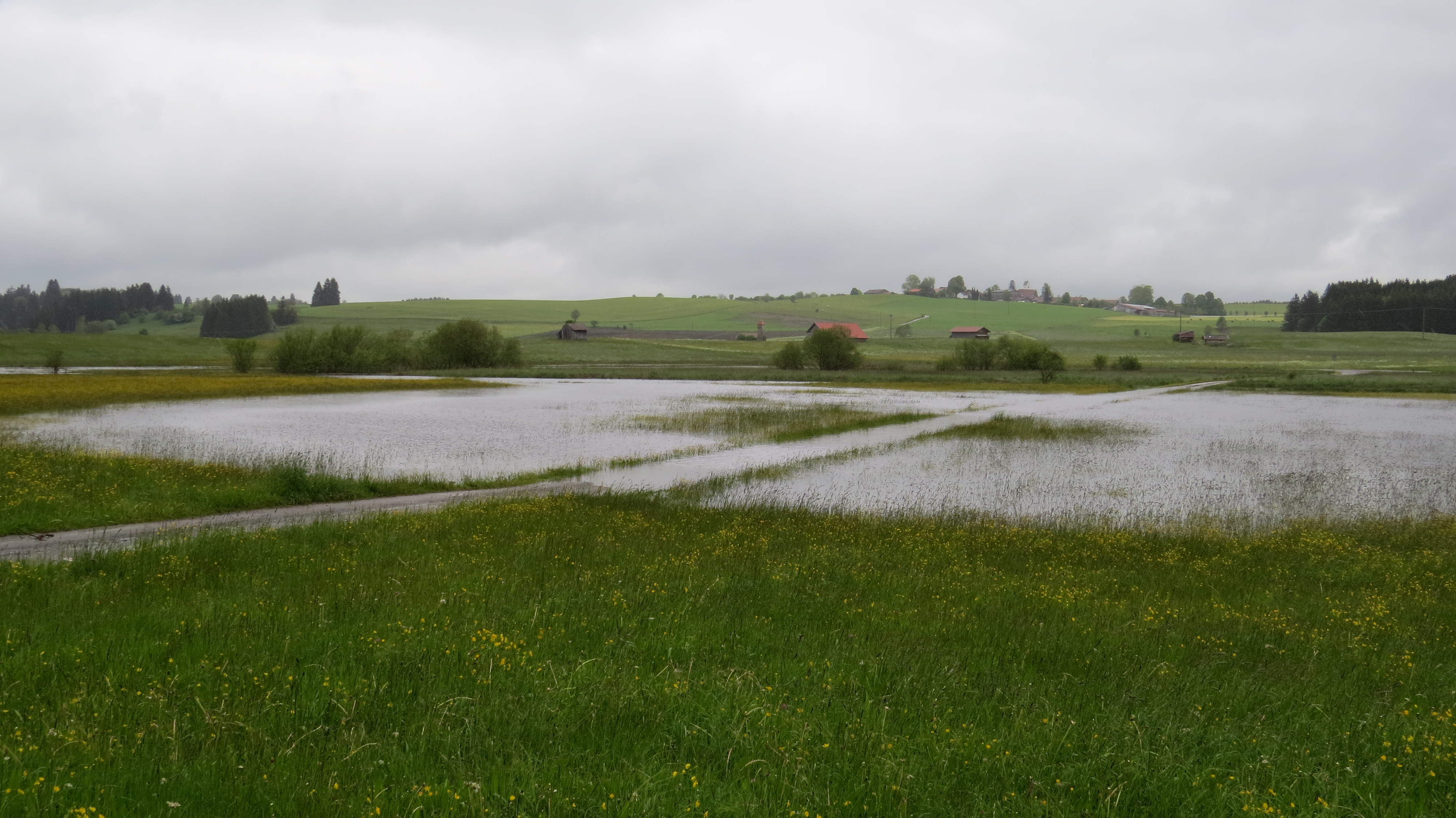
Hochwasser an der Geltnach im Juni 2013
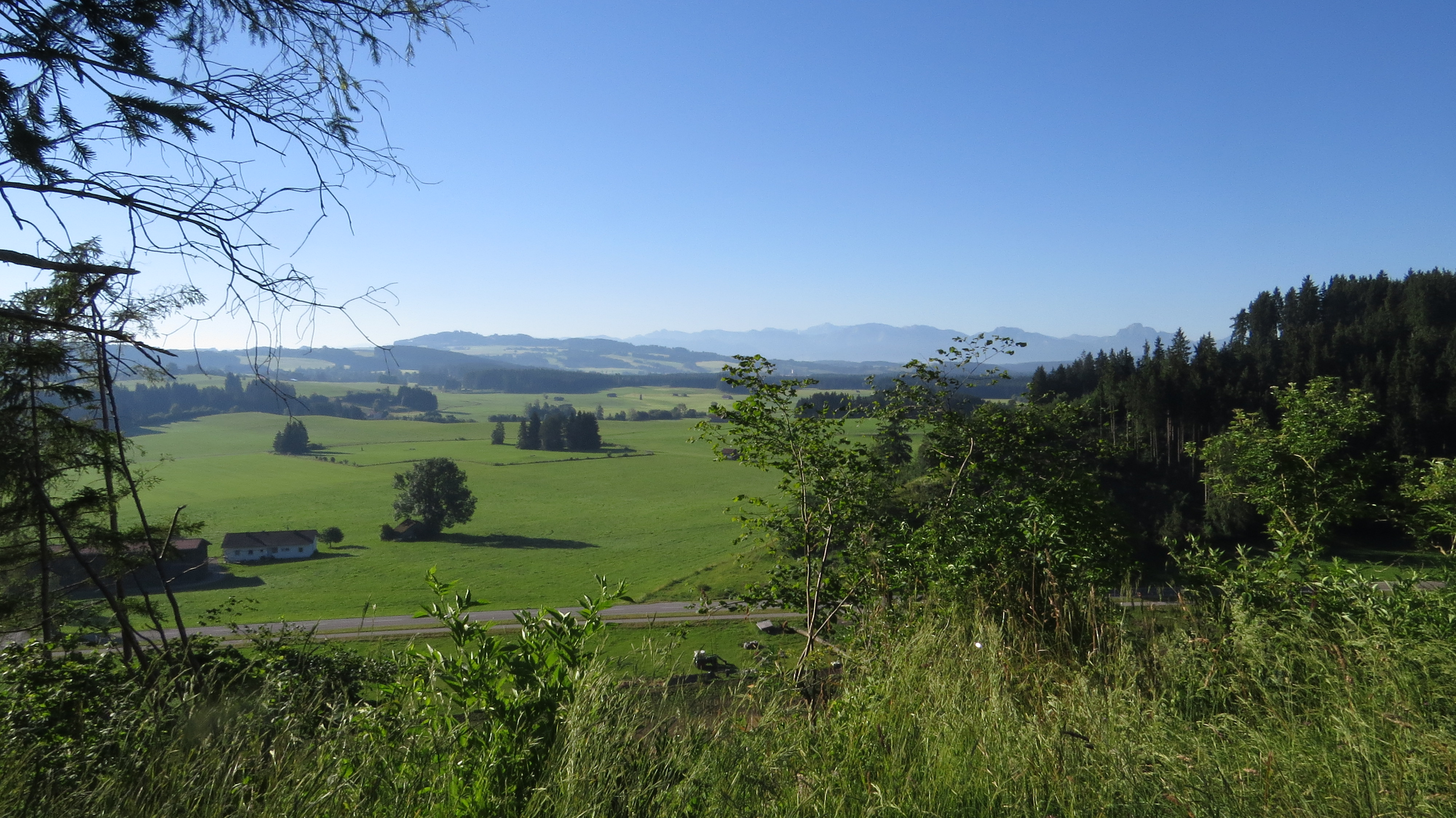
Geltnachtal bei Marktoberdorf
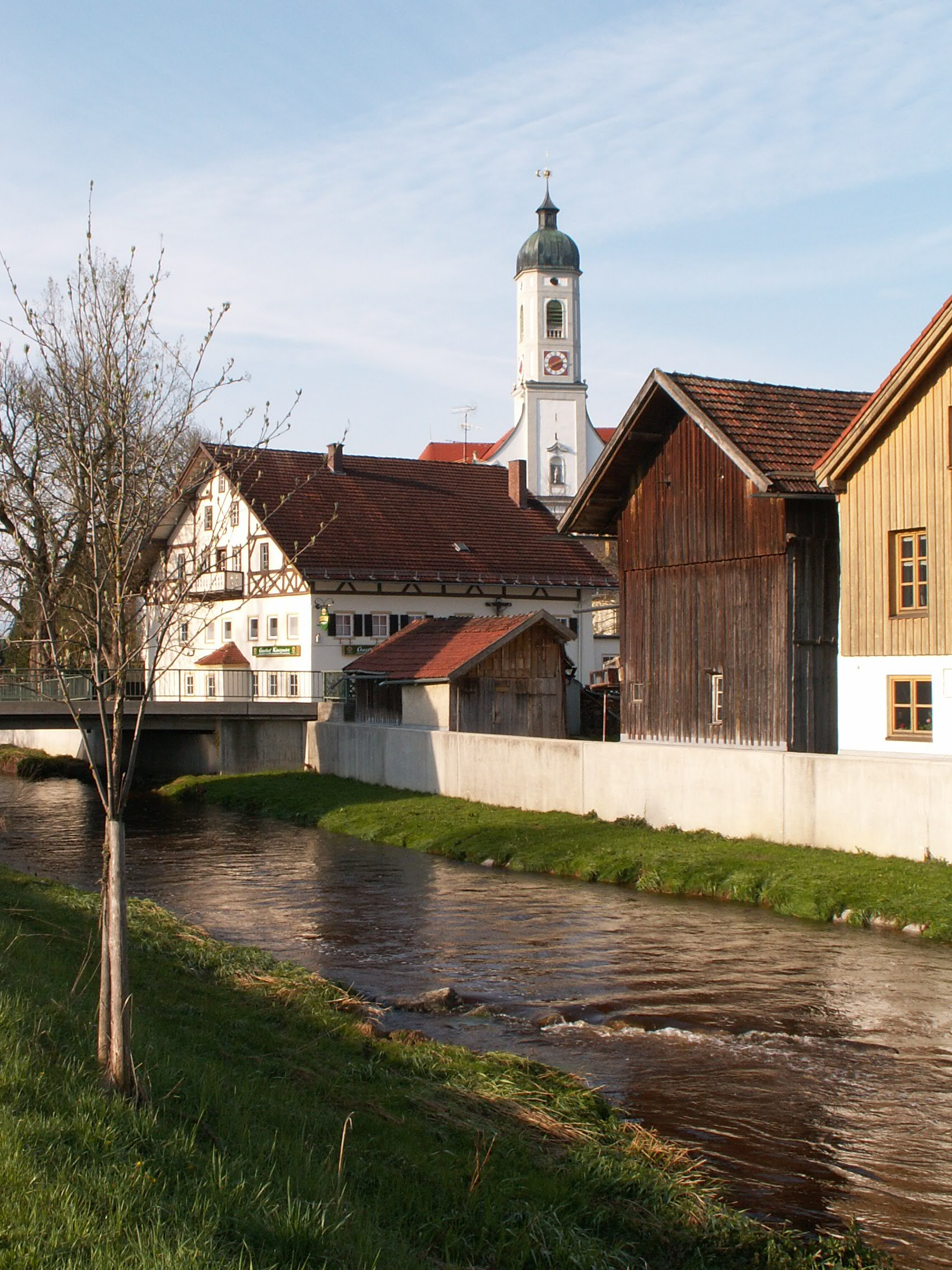
Geltnach in Bertoldshofen
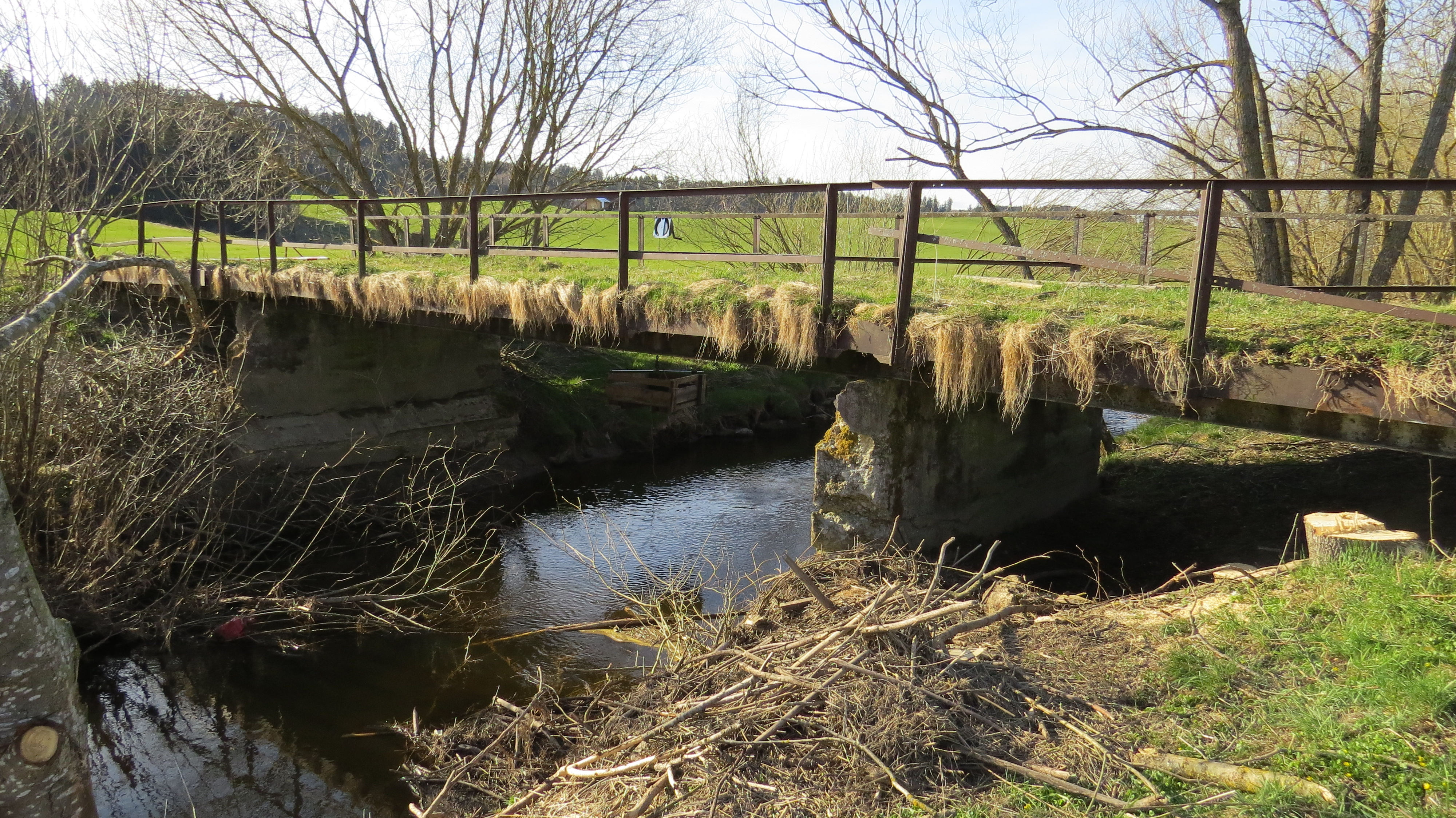
Ehem. landwirtschaftliche Brücke über die Geltnach
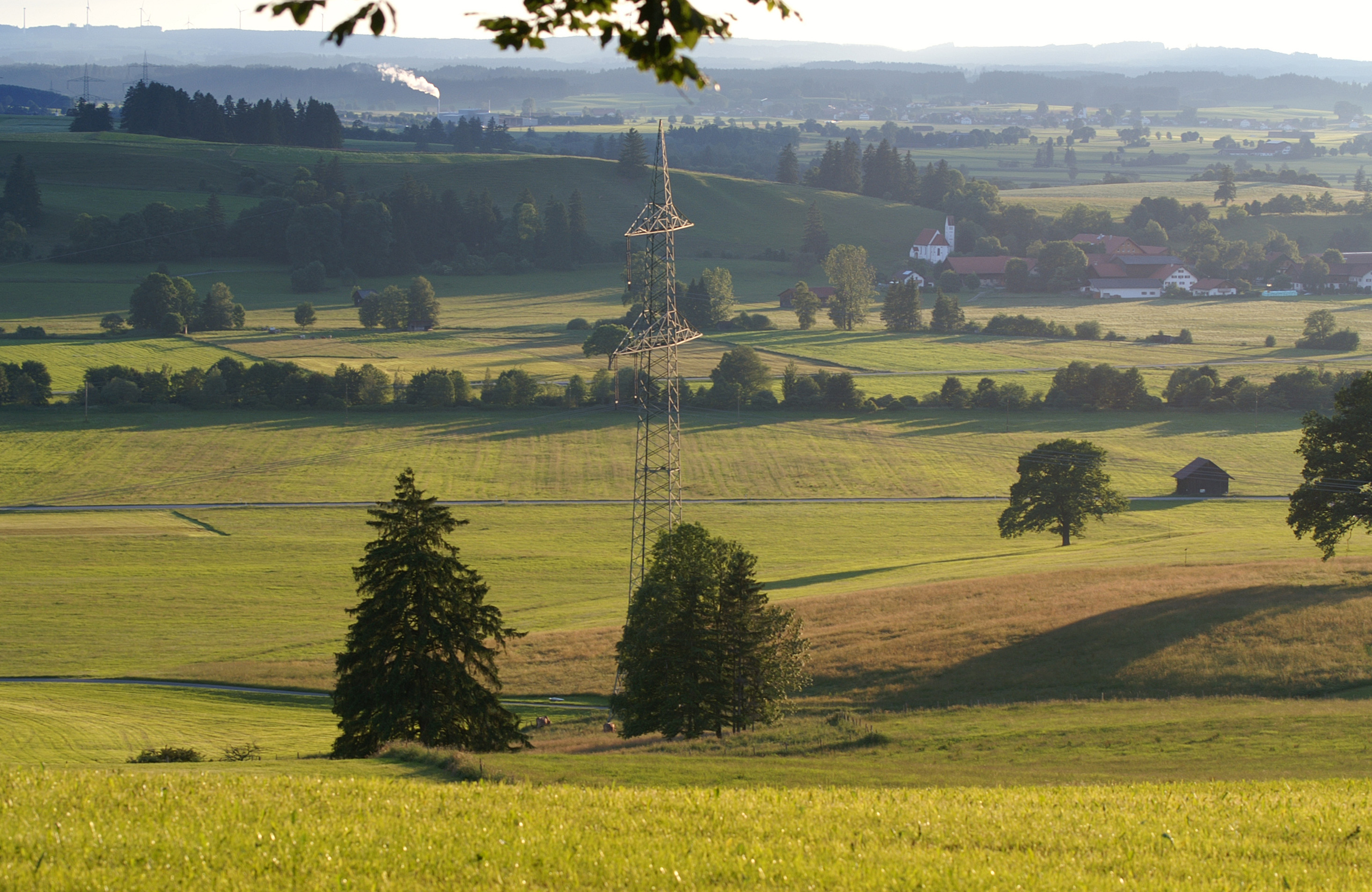
Geltnachtal bei Kreen
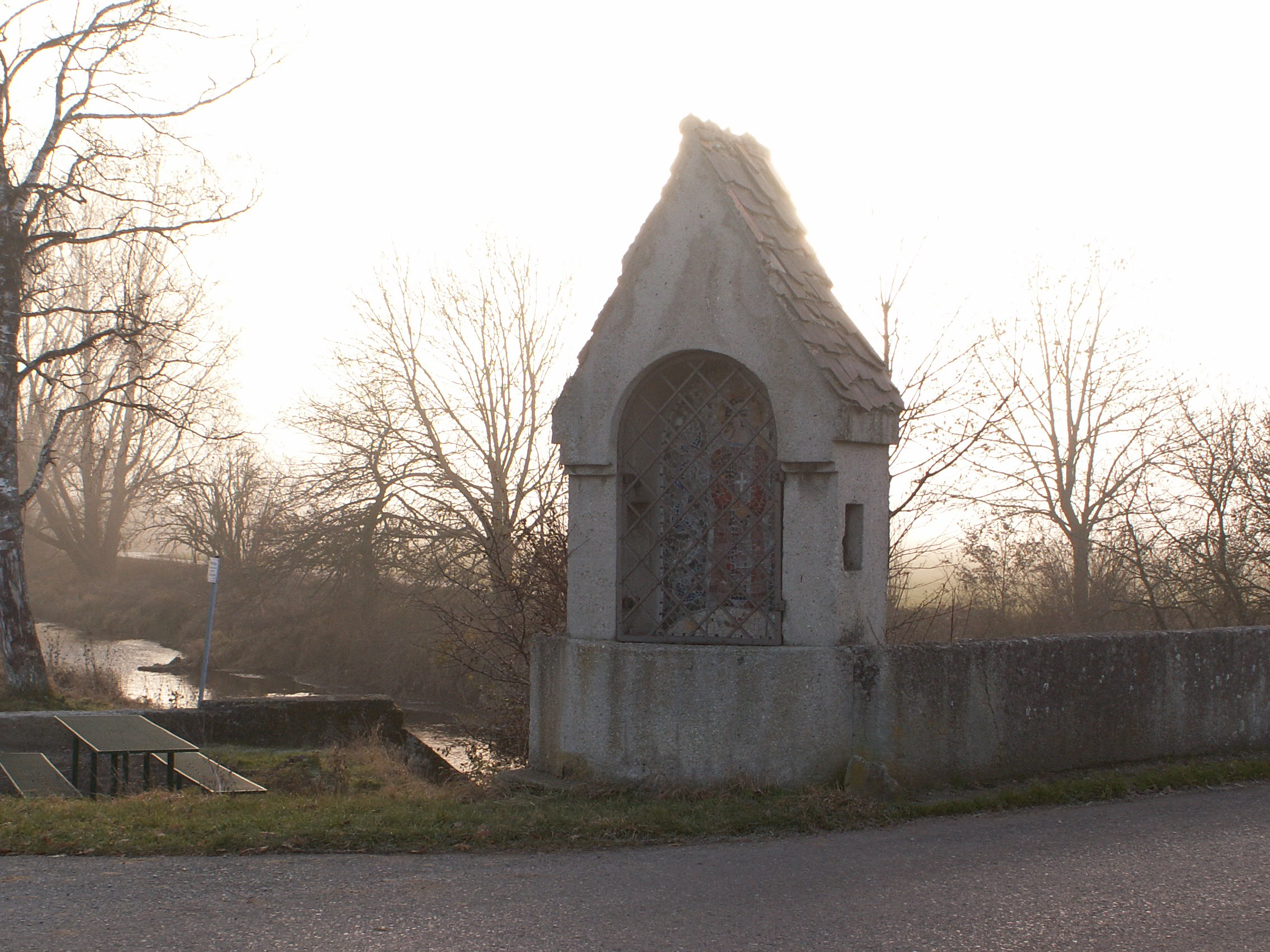
Geltnach bei Biessenhofen